# Todo sobre mi madre
Todo sobre mi madre (Alles over mijn moeder) is een film uit 1999 van de Spaanse filmregisseur Pedro Almodóvar. 
De belangrijkste rollen worden gespeeld door Cecilia Roth, Marisa Paredes, Candela Peña, Antonia San Juan en Penélope Cruz. In 1999 won de film de Academy Award voor de beste buitenlandse film, en zeven Spaanse Goya-prijzen waaronder die voor de Beste Film, Beste Regisseur en Beste Vrouwelijke Hoofdrol.

## Verhaal
De film vertelt het verhaal van Manuela die in Madrid werkt op de transplantatieafdeling van een ziekenhuis, en samen met haar tienerzoon Esteban woont. Esteban heeft zijn vader nooit gekend en wil schrijver worden.
Nadat moeder en zoon op een avond een toneelstuk van Tennessee Williams hebben gezien rent Esteban achter een auto aan om de handtekening van actrice Huma Rojo te bemachtigen. Hij komt dan onder een auto en overlijdt. Manuela is getuige van het ongeluk, en ze vertrekt naar Barcelona om daar de vader van Esteban te zoeken, die van het bestaan van de jongen niet op de hoogte is. De vader, Lola, is een travestiet en prostituee. In Barcelona ontmoet Manuela een oude vriend, de transseksuele prostituee La Agrado (niet onopzettelijk wordt in deze naam het vrouwelijke lidwoord gevolgd door een mannelijk zelfstandig naamwoord). Ze raakt ook betrokken bij de lotgevallen van Zuster Rosa, een jonge non die in verwachting is geraakt van Lola maar die tevens seropositief blijkt te zijn, en bij die van de door haar zoon zo bewonderde actrice.

## Rolverdeling
| Acteur                | Personage | Opmerkingen                                     |
| --------------------- | --------- | ----------------------------------------------- |
| Cecilia Roth          | Manuela   | verpleegster van Argentijnse afkomst            |
| Marisa Paredes        | Huma Rojo | actrice                                         |
| Antonia San Juan      | La Agrado | transseksuele prostituee, vriendin van Manuela  |
| Penélope Cruz         | Rosa      | non                                             |
| Eloy Azorin           | Esteban   | Manuela's zoon                                  |
| Candela Peña          | Nina      | actrice en minnares van Huma Rojo               |
| Rosa María Sardá      |           | moeder van Rosa                                 |
| Fernando Fernán Gómez |           | vader van Rosa                                  |
| Toni Cantó            | Lola      | travestiet en prostituee, de moeder van Esteban |

## Achtergrond
De film behandelt complexe onderwerpen zoals aids, travestie, gender, en existentialisme. De karakters worden gepresenteerd zonder opsmuk of romantisering, maar met een gevoel voor zwarte humor.
De titel is gebaseerd op de film All About Eve, die een van de personages (Esteban) graag ziet. Todo sobre mi madre is ook de titel van een boek (Alles over mijn moeder) dat deze Esteban schrijft vlak voor zijn dood.

## Prijzen en nominaties
Een selectie:
| Jaar | Evenement                      | Categorie                      | Genomineerde                                       | Resultaat   |
| ---- | ------------------------------ | ------------------------------ | -------------------------------------------------- | ----------- |
| 1999 | Cannes (52ste editie)          | Gouden Palm voor beste film    | Todo sobre mi madre                                | Genomineerd |
| 1999 | Cannes (52ste editie)          | Beste regisseur                | Pedro Almodóvar                                    | Gewonnen    |
| 1999 | Cannes (52ste editie)          | Prijs van de oecumenische jury | Pedro Almodóvar                                    | Gewonnen    |
| 2000 | Golden Globe (57ste editie)    | Beste buitenlandse film        | Todo sobre mi madre                                | Gewonnen    |
| 2000 | Premios Goya (14de uitreiking) | Beste film                     | Todo sobre mi madre                                | Gewonnen    |
| 2000 | Premios Goya (14de uitreiking) | Beste regisseur                | Pedro Almodóvar                                    | Gewonnen    |
| 2000 | Premios Goya (14de uitreiking) | Beste actrice                  | Cecilia Roth                                       | Gewonnen    |
| 2000 | Premios Goya (14de uitreiking) | Beste vrouwelijke bijrol       | Candela Peña                                       | Genomineerd |
| 2000 | Premios Goya (14de uitreiking) | Beste debuterend actrice       | Antonia San Juan                                   | Genomineerd |
| 2000 | Premios Goya (14de uitreiking) | Beste origineel scenario       | Pedro Almodóvar                                    | Genomineerd |
| 2000 | Premios Goya (14de uitreiking) | Beste camerawerk               | Alfonso Beato                                      | Genomineerd |
| 2000 | Premios Goya (14de uitreiking) | Beste montage                  | José Salcedo                                       | Gewonnen    |
| 2000 | Premios Goya (14de uitreiking) | Beste artdirector              | Antxón Gómez                                       | Genomineerd |
| 2000 | Premios Goya (14de uitreiking) | Beste productiemanager         | Esther García                                      | Gewonnen    |
| 2000 | Premios Goya (14de uitreiking) | Beste geluid                   | Miguel Rejas, José Antonio Bermúdez, Diego Garrido | Gewonnen    |
| 2000 | Premios Goya (14de uitreiking) | Beste kostuums                 | José María de Cossío, Sabine Daigeler              | Genomineerd |
| 2000 | Premios Goya (14de uitreiking) | Beste grime en haarstijl       | Jean-Jacques Puchu                                 | Genomineerd |
| 2000 | Premios Goya (14de uitreiking) | Beste filmmuziek               | Alberto Iglesias                                   | Gewonnen    |
| 2000 | Academy Award (72ste editie)   | Beste niet-Engelstalige film   | Todo sobre mi madre                                | Gewonnen    |